# 1497 Tampere
1497 Tampere (1938 SB1) là một tiểu hành tinh vành đai chính được phát hiện ngày 22 tháng 9 năm 1938 bởi Y. Vaisala ở Turku.